# Sh2-23
Sh2-23 è una nebulosa a emissione visibile nella costellazione dello Scorpione.
Si trova nell'estremità più settentrionale della costellazione, al confine con l'Ofiuco; si presenta come una tenue serie di filamenti difficilmente individuabili, visibili a nord e a sud della stella 16 Scorpii. Il periodo più indicato per la sua osservazione nel cielo serale è compreso fra maggio e settembre, mentre la sua posizione a breve distanza dall'equatore celeste fa sì che sia ben visibile da quasi tutte le aree popolate della Terra.
Sh2-23 appare in direzione della stella 16 Scorpii, una stella bianca di sequenza principale di classe spettrale A4V situata a breve distanza dall'Associazione di Antares, una brillante associazione OB legata all'Associazione Scorpius-Centaurus; la nube è composta da idrogeno ionizzato e viene a trovarsi a circa 200 parsec (circa 650 anni luce) di distanza dal Sole, a una distanza simile rispetto ad altre nubi vicine, come Sh2-1 e Sh2-7; 16 Scorpii si trova invece in primo piano, a circa 77 parsec (circa 250 anni luce).